# Hemicordulia cupricolor
Hemicordulia cupricolor är en trollsländeart som beskrevs av Fraser 1927. Hemicordulia cupricolor ingår i släktet Hemicordulia och familjen skimmertrollsländor. Inga underarter finns listade i Catalogue of Life.